# Charles-Philippe Ronsin
Charles-Philippe Ronsin (Soissons, 1 de desembre de 1751 – París, 24 de març de 1794, en la guillotina) fou un militar i dramaturg francès.
Descendia d'una família d'agricultors acomodats. Després de cursar primera ensenyança es traslladà a París, on es dedicà a cultivar les lletres. La seva primera feina literària fou la traducció de, en vers, d'una obra de Claudià; després publicà en un volum les tres tragèdies de Sedecies, Isabel de Valois i Hècuba i Políxena, i una comèdia. Al esclatar la Revolució, acceptà entusiasmat els seus principis, i mercès a això assolí sortir de la foscor, ja que les seves produccions literàries fins llavors no li havien donat cap anomenada.
Se li donà el títol de capità honorari de la Guàrdia Nacional, i es distingí per la seva exaltació dintre dels clubs. A la Guàrdia nacional dedicà la seva nova tragèdia La ligue des fanatiques et des tyrans, entres actes i envers, que aconseguí un èxit extraordinari, igual que la titulada Le tyran de Cirène, estrenada en el Teatre francès el 1793. Recolzat pel Partit de la Muntanya, en poc temps aconseguí ser nomenat general de brigada i col·locat al cap de l'exèrcit revolucionari per decret de la Convenció. A la Vendée i a Lió mostrà un caràcter enèrgic, però tant ell com el seu estrafolari estat major transformaren les operacions militars en un sistema de pillatge i devastació.
Cridat per la Convenció a disculpar-se d'aquests actes, fou calorosament defensat per Collot d'Herbois, Carrier i Danton, evitant-se llavors una condemna. Derrotat a Coron, fou cridat novament a París, on va patir una detenció de més d'una mes. Després va tornar a ser empresonat per haver-se adherit a Hébert, i fou guillotinat el mateix dia que aquest.
Durant el seu procés Ronsin mostrà sempre una gran serenitat, que portà integra al cadafal. De les seves obres se'n va fer una edició pòstuma.